# Noritonus bispinosus
Noritonus bispinosus är en insektsart som beskrevs av Nielson 1983. Noritonus bispinosus ingår i släktet Noritonus och familjen dvärgstritar. Inga underarter finns listade i Catalogue of Life.